# L’Hebdo du Vanuatu
L’Hebdo du Vanuatu — еженедельное периодическое издание Вануату, первый выпуск которого датируется 11 декабря 2008 года. Это первая газета в Вануату, выходящая исключительно на французском языке, который, наряду с бисламой и английским, является одним из трёх официальных языков государства.
Основателями газеты являются Джин Вонг и Марк Нил-Джонс, журналисты англоязычного издания Vanuatu Daily Post. Издание было учреждено при поддержке Европейского союза и посольства Франции в Вануату. Предполагаемой аудиторией газеты являются франкоязычные граждане Вануату и соседней Новой Каледонии. Кроме того, в материалы каждого выпуска входят новости из обоих регионов.
Стоимость каждого выпуска издания составляет 100 вату (150 тихоокеанских франков).